# Jacques Desautels
Pour les articles homonymes, voir Desautels.
Jacques Desautels (Iberville, 18 janvier 1937 – Québec, 4 août 2012) est un romancier et essayiste québécois.
Il a un doctorat en littérature grecque.
Il a été professeur de langue, de littérature et de civilisation grecque, puis doyen de la Faculté des lettres de l'Université Laval à Québec.

## Œuvres
- Dieux et mythes de la Grèce ancienne, 1988
- Le Quatrième roi mage, 1993
- La Dame de Chypre, 1996
- Rue des Érables, 2002

## Honneurs
- 1988 - Prix du Gouverneur général
- 1993 - Prix Robert-Cliche, Le quatrième roi mage
- 1993 - Prix Molson du roman
- 1993 - Prix littéraire Desjardins
- 1995 - Membre de la Société royale du Canada